# Rhyme-as-reason-Effekt
Der Rhyme-as-reason-Effekt bezeichnet eine kognitive Verzerrung, bei welcher Aussagen, insbesondere Aphorismen, als eher zutreffend und wahr betrachtet werden, wenn diese gereimt sind.
Geltende Theorie zur Herleitung des Rhyme-as-reason-Effektes ist die „Keats-Heuristik“ (nach dem britischen Dichter John Keats), in der subjektiv ästhetische Formulierungen (beispielsweise anhand eines Reimschemas gebildete Sätze) als eher zutreffend eingestuft werden.
Wird die „Fluency-Heuristik“ (vom Englischen fluent = flüssig) als Grundlage genommen, werden Reime deswegen bevorzugt, weil sie schneller verarbeitet werden können als vergleichbare, nicht reimende Formulierungen. Dieses schneller, flüssiger oder glatter prozessierte Gedankenobjekt gibt einem Satz grundlegend höheren Wert – selbst wenn offensichtlich kein erkennbarer logischer oder angewandter Wert in der Aussage vermittelt wird.

## Experiment
Mit dem folgenden Experiment sollte der Einfluss von Reimen auf die Glaubwürdigkeit untersucht werden. Zunächst wurden Aphorismen gesucht, welche sich reimen, einen Rat enthalten oder menschliches Verhalten beschreiben und eher unbekannt sind. Zu jedem Spruch wurden zwei weitere Varianten gebildet, indem eines der sich reimenden Wörter durch ein Synonym ersetzt wurde, so dass es sich nicht mehr reimt, aber der Sinn erhalten bleibt.
- What sobriety conceals, alcohol reveals. (auf Deutsch etwa: Was Nüchternheit versteckt, wird durch Alkohol aufgedeckt.)
- What sobriety obscures, alcohol reveals.
- What sobriety conceals, alcohol unmasks.

Die Sprüche wurden in ihren Varianten einzeln präsentiert und von den Teilnehmern nach ihrer Verständlichkeit und der Genauigkeit, mit der sie die Realität beschreiben, bewertet. Während sich in Bezug auf die Verständlichkeit keine Unterschiede zwischen den reimenden und nicht-reimenden Varianten zeigten, wurden die reimenden Varianten als genauer die Realität beschreibend beurteilt.

## Abgrenzung zu rhetorischen Figuren
Der Rhyme-as-reason-Effekt tritt auf, wenn zwei gleichwertige, sinnvolle Aussagen im Wettbewerb stehen und erklärt, dass die Aussage, die sich reimt, als gültiger empfunden wird. Er kann als einer der Faktoren gelten, stilistische Figuren wie die Paronomasie rhetorisch zu nutzen.

## Beispiele für Paronomasien
Bekannt wurde die Aussage des Juristen Johnnie Cochran, der mit If it doesn’t fit, you must acquit die Verteidigung von O.J. Simpson prägte.
- Mit Sonne im Rücken ist gut Kirschen pflücken.
- Besser einen Hund an der Leine als einen Stall ohne Schweine.
- An apple a day keeps the doctor away. (Ein Apfel am Tag hält den Doktor fern.)
- Great spenders are bad lenders. (etwa: Wer gut im Ausgeben [von Geld] ist, ist meist ein schlechter Verleiher.)